# Улом
Улом — река в России, протекает в Сысольском районе Республике Коми. Устье реки находится в 75 км по правому берегу реки Великая Охта. Длина реки составляет 16 км, образуется слиянием правого притока Малый Улом и левого Большой Улом. У реки спокойное течение и небольшой уклон. Основное направление течения — запад. На реке стоит нежилой посёлок Улом.

## Данные водного реестра
По данным государственного водного реестра России относится к Двинско-Печорскому бассейновому округу, водохозяйственный участок реки — Вычегда от города Сыктывкар и до устья, речной подбассейн реки — Вычегда. Речной бассейн реки — Северная Двина.
Код объекта в государственном водном реестре — 03020200212103000024631.